# W.J. Lincoln
W.J. Lincoln, nato William Joseph Lincoln (1870 – Sydney, 17 agosto 1917), è stato un commediografo, regista e sceneggiatore australiano.

## Filmografia

### Regista
- It Is Never Too Late to Mend (1911)
- The Mystery of a Hansom Cab (1911)
- The Luck of Roaring Camp (1911)
- Called Back (1911)
- The Lost Chord (1911)
- The Bells (1911)
- The Double Event (1911)
- Breaking the News
- Rip Van Winkle (1912)
- The Wreck, co-regia di Ralph Ince (1913)
- Transported
- The Sick Stockrider (1913)
- The Road to Ruin (1913)
- The Reprieve
- The Remittance Man
- The Crisis (1913)
- Moondyne (1913)
- Nurse Cavell (1916)
- La revanche
- The Life of Adam Lindsay Gordon (1916)